# Lukunor
Lukunor är en ö i Mikronesiska federationen.   Den ligger i kommunen Lekinioch Municipality och delstaten Chuuk, i den västra delen av landet, 500 km väster om huvudstaden Palikir. Arean är 1,3 kvadratkilometer.
Öns högsta punkt är 22 meter över havet. Den sträcker sig 2,0 kilometer i nord-sydlig riktning, och 2,9 kilometer i öst-västlig riktning.
Följande samhällen finns på Lukunor:
- Lukunor Village